# Krčenje amazonskega pragozda
Amazonski deževni gozd, ki obsega površino 3.000.000 km², je največji deževni gozd na svetu. Obsega največji in biotsko najbolj raznovrsten tropski deževni gozd na planetu, ki predstavlja več kot polovico vseh deževnih gozdov. Območje Amazonije vključuje ozemlja devetih držav, pri čemer Brazilija predstavlja večino (60 %), sledijo ji Peru (13 %), Kolumbija (10 %) in manjši deli v Venezueli, Ekvadorju, Boliviji, Gvajani, Surinamu in Francoska Gvajana.
Več kot ena tretjina amazonskega pragozda je označena kot uradno priznano avtohtono ozemlje, kar pomeni več kot 3344 ozemelj. Zgodovinsko gledano so se avtohtona amazonska ljudstva zanašala na gozd za različne potrebe, kot so hrana, zatočišče, voda, vlakna, gorivo in zdravila. Gozd ima zanje velik kulturni in kozmološki pomen. Kljub zunanjim pritiskom so stopnje krčenja gozdov sorazmerno nižje na domorodnih ozemljih.
Do leta 2022 je približno 26 % gozda veljalo za izkrčenega ali močno degradiranega. Po podatkih Sveta za zunanje odnose je bilo izgubljenih 300.000 kvadratnih milj.
Govedoreja v brazilski Amazoniji je bila opredeljena kot glavni vzrok za krčenje gozdov, kar predstavlja približno 80 % vsega krčenja gozdov v regiji. Zaradi tega je največje posamezno gonilo krčenja gozdov na svetu, saj prispeva k približno 14 % svetovnega letnega krčenja gozdov. Državni davčni prihodki so subvencionirali velik del kmetijske dejavnosti, ki je povzročila krčenje gozdov. Do leta 1995 je bilo 70 % gozdnatega zemljišča v Amazoniji in 91 % zemljišča, izkrčenega od leta 1970, spremenjenega za živinorejo. Preostalo krčenje gozdov je predvsem posledica samooskrbnega kmetijstva v majhnem obsegu in mehaniziranih poljščin, ki pridelujejo pridelke, kot sta soja in palma.
Satelitski podatki iz leta 2018 so razkrili desetletje visoko stopnjo krčenja gozdov v Amazoniji, s približno 7900 km² uničenih med avgustom 2017 in julijem 2018. Zvezni državi Mato Grosso in Pará sta doživeli največjo stopnjo krčenja gozdov med tem obdobju. Brazilski okoljski minister je kot vzrok navedel nezakonito sečnjo, medtem ko so kritiki izpostavili širitev kmetijstva kot dejavnik, ki posega v pragozd. Raziskovalci opozarjajo, da lahko gozd doseže prelomno točko, ko ne more proizvesti dovolj padavin, da bi se obdržal. V prvih 9 mesecih leta 2023 se je stopnja krčenja gozdov zmanjšala za 49,5 % zaradi politike Luline vlade in mednarodne pomoči.

## Zgodovina
V predkolumbovski dobi so bili nekateri deli amazonskega pragozda gosto poseljeni in obdelani. Vendar pa je evropska kolonizacija v 16. stoletju, ki jo je poganjalo iskanje zlata in kasneje razmah kavčuka, izpraznila regijo zaradi bolezni in suženjstva, kar je povzročilo ponovno rast gozdov.
Do leta 1970 je bil dostop do večinoma brezpotne notranjosti gozda težaven in ostal je večinoma nedotaknjen, razen delnega krčenja ob rekah. Krčenje gozdov se je stopnjevalo po izgradnji cest, ki so prodrle globoko v gozd, kot je Transamazonska cesta leta 1972.
Izzivi so se pojavili v delih Amazonije, kjer je zaradi slabih talnih razmer plantažno kmetijstvo nedonosno. Ključna prelomnica v krčenju gozdov se je zgodila, ko so kolonisti v 1960-ih v gozdu začeli ustanavljati kmetije. Njihova kmetijska praksa je temeljila na gojenju pridelkov in metodi požigalništva. Vendar pa so se kolonisti zaradi izgube rodovitnosti tal in invazije plevela borili za učinkovito upravljanje svojih polj in pridelkov.
Avtohtona območja v perujski Amazoniji, kot je porečje reke Chambira v Urarini, se soočajo z omejeno produktivnostjo tal, kar vodi do nenehnega čiščenja novih zemljišč s strani avtohtonih hortikulturistov. V amazonski kolonizaciji je prevladovala govedoreja, saj je zahtevala manj delovne sile, ustvarjala sprejemljive dobičke in vključevala zemljo v državni lasti. Medtem ko je bila privatizacija zemljišč promovirana kot ukrep pogozdovanja, je bila kritizirana zaradi morebitnega spodbujanja nadaljnjega krčenja gozdov in neupoštevanja pravic perujskih domorodnih prebivalcev, ki običajno nimajo uradne lastninske pravice do zemlje. Povezani zakon, znan kot zakon 840, je naletel na velik odpor in je bil na koncu razveljavljen kot neustaven.
Nezakonito krčenje gozdov v Amazoniji se je leta 2015 po desetletjih upadanja povečalo, predvsem zaradi povpraševanja potrošnikov po izdelkih, kot je palmovo olje. Brazilski kmetje čistijo zemljo, da bi zadovoljili naraščajoče povpraševanje po pridelkih, kot sta palmovo olje in soja. Krčenje gozdov sprošča znatne količine ogljika in če se bo sedanja raven nadaljevala, bi lahko preostali gozdovi po vsem svetu izginili v 100 letih. Brazilska vlada je uvedla program RED (zmanjšanje emisij zaradi krčenja gozdov in degradacije gozdov) za boj proti krčenju gozdov, s čimer je zagotovila podporo različnim afriškim državam prek izobraževalnih programov in finančnih prispevkov.
Januarja 2019 je brazilski predsednik Jair Bolsonaro izdal izvršni ukaz, s katerim je ministrstvu za kmetijstvo odobril nadzor nad nekaterimi amazonskimi deželami. To odločitev so podprli živinorejci in rudarska podjetja, vendar so jo kritizirali, ker ogroža avtohtono prebivalstvo in prispeva k relativnemu prispevku Brazilije h globalnim podnebnim spremembam.
Poročila iz leta 2021 so pokazala 22-odstotno povečanje krčenja gozdov v primerjavi s prejšnjim letom, kar je doseglo najvišjo raven od leta 2006.

## Vplivi
Krčenje gozdov in izguba biotske raznovrstnosti v amazonskem pragozdu sta povzročila velika tveganja za nepopravljive spremembe. Študije modeliranja so pokazale, da se krčenje gozdov morda približuje kritični 'prelomni točki', kjer bi lahko prišlo do obsežne 'savanizacije' ali dezertifikacije, kar bi povzročilo katastrofalne posledice za globalno podnebje. Ta prelomnica bi lahko sprožila samostojen propad biotske raznovrstnosti in ekosistemov v regiji. Če te prelomne točke ne preprečimo, bi to lahko resno vplivalo na gospodarstvo, naravni kapital in storitve ekosistema.] Študija, objavljena v Nature Climate Change leta 2022, je zagotovila empirične dokaze, da je več kot tri četrtine amazonskega pragozda doživelo upad odpornosti od zgodnjih 2000-ih, kar predstavlja tveganje odmiranja, ki bi vplivalo na biotsko raznovrstnost, shranjevanje ogljika in podnebne spremembe.
Da bi ohranili visoko raven biotske raznovrstnosti, raziskave kažejo, da je treba ohraniti prag 40-odstotne gozdnatosti v Amazoniji.